# Reserva natural del sud-est de Svalbard
La reserva natural del sud-est de Svalbard (en noruec: Søraust-Svalbard naturreservat) es troba a la part sud-oriental de l'arxipèlag de Svalbard, Noruega. La reserva natural abasta tota l'illa d'Edge i de Barents, a més d'una sèrie d'illes i illots més petits. La reserva ocupa una superfície de 21,825 km², dels quals 6.400 km² són de terra i 15.426 km² són d'aigua, que la converteix en la segona àrea preservada més gran de Noruega (incloent parcs nacionals). La reserva va ser establerta l'1 de juliol de 1973, i fa frontera al nord amb la Reserva natural del nord-est de Svalbard.
Tradicionalment, la zona va ser utilitzada per a la captura d'ossos polars i morses, i encara romanen restes d'edificis d'aquelles èpoques. La reserva conté els indrets de descans més importants per a la morsa a l'arxipèlag. L'àrea també compta amb una gran quantitat de rens, i s'utilitza com a lloc de nidificació d'aus. Les aus més destacades són la calàbria petita, l'oca de galta blanca, l'oca de collar i el xatrac àrtic. La vegetació és de tundra de molsa, amb excrements de rens que s'hi acumulen des de segles.
La reserva ha estat identificada com una Àrea important per a la conservació de les aus (AICA) per BirdLife International, ja que dona suport a les poblacions reproductores d'oca de galta blanca, d'oca de collar, d'èider reial, de territ fosc i de gavinot hiperbori.